# Turecká (wieś)
Turecká – wieś (obec) na Słowacji położona w kraju bańskobystrzyckim, w powiecie Bańska Bystrzyca. Pierwsze wzmianki o miejscowości pochodzą z roku 1563. Znajduje się w Wielkiej Fatrze na dnie Tureckiej doliny nad potokiem Ramžiná.
Według danych z dnia 31 grudnia 2012, wieś zamieszkiwało 147 osób, w tym 71 kobiet i 76 mężczyzn.
W 2001 roku pod względem narodowości i przynależności etnicznej 98,43% mieszkańców stanowili Słowacy, a 1,57% Czesi.
Ze względu na wyznawaną religię struktura mieszkańców kształtowała się w 2001 roku następująco:

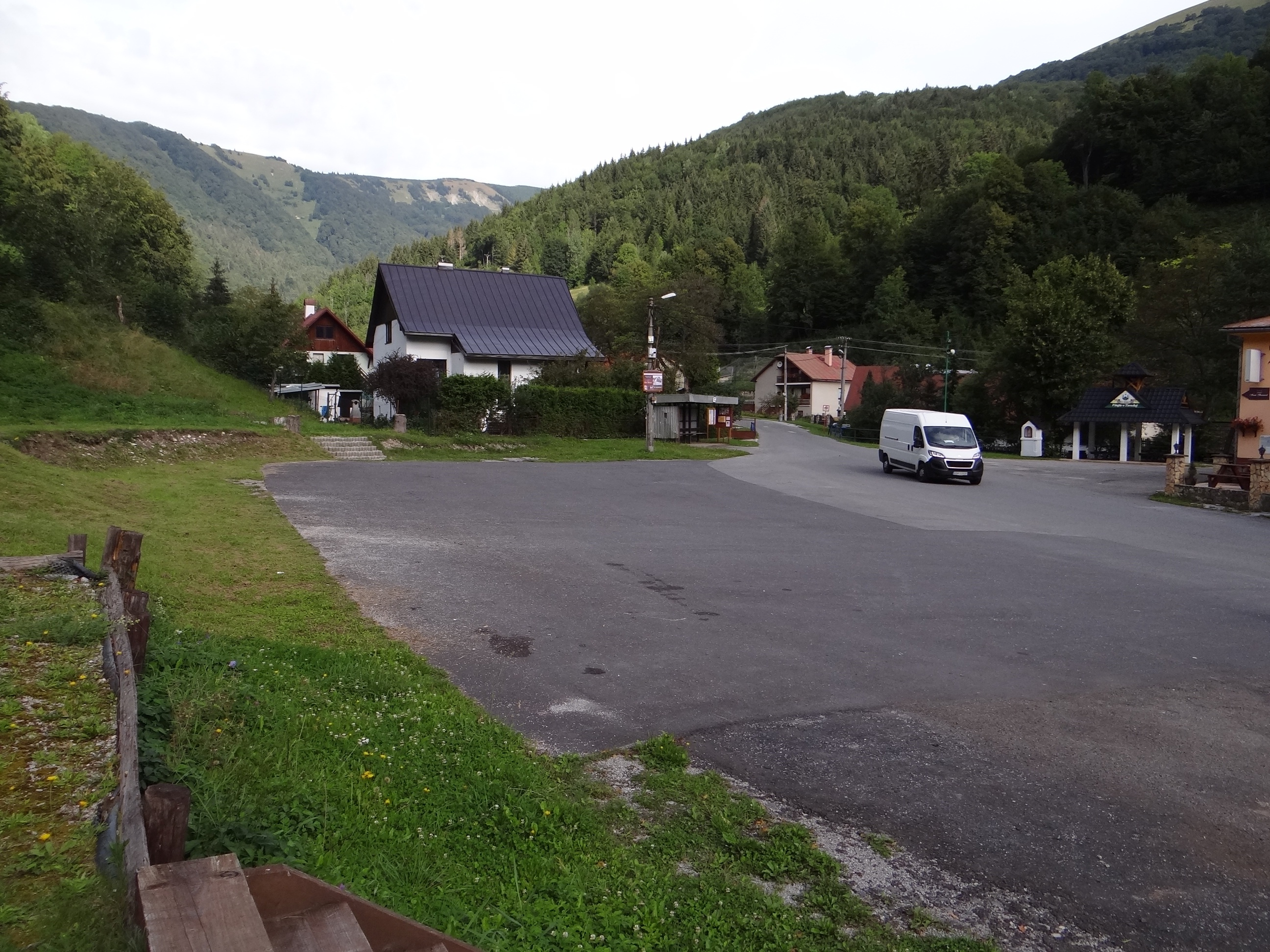
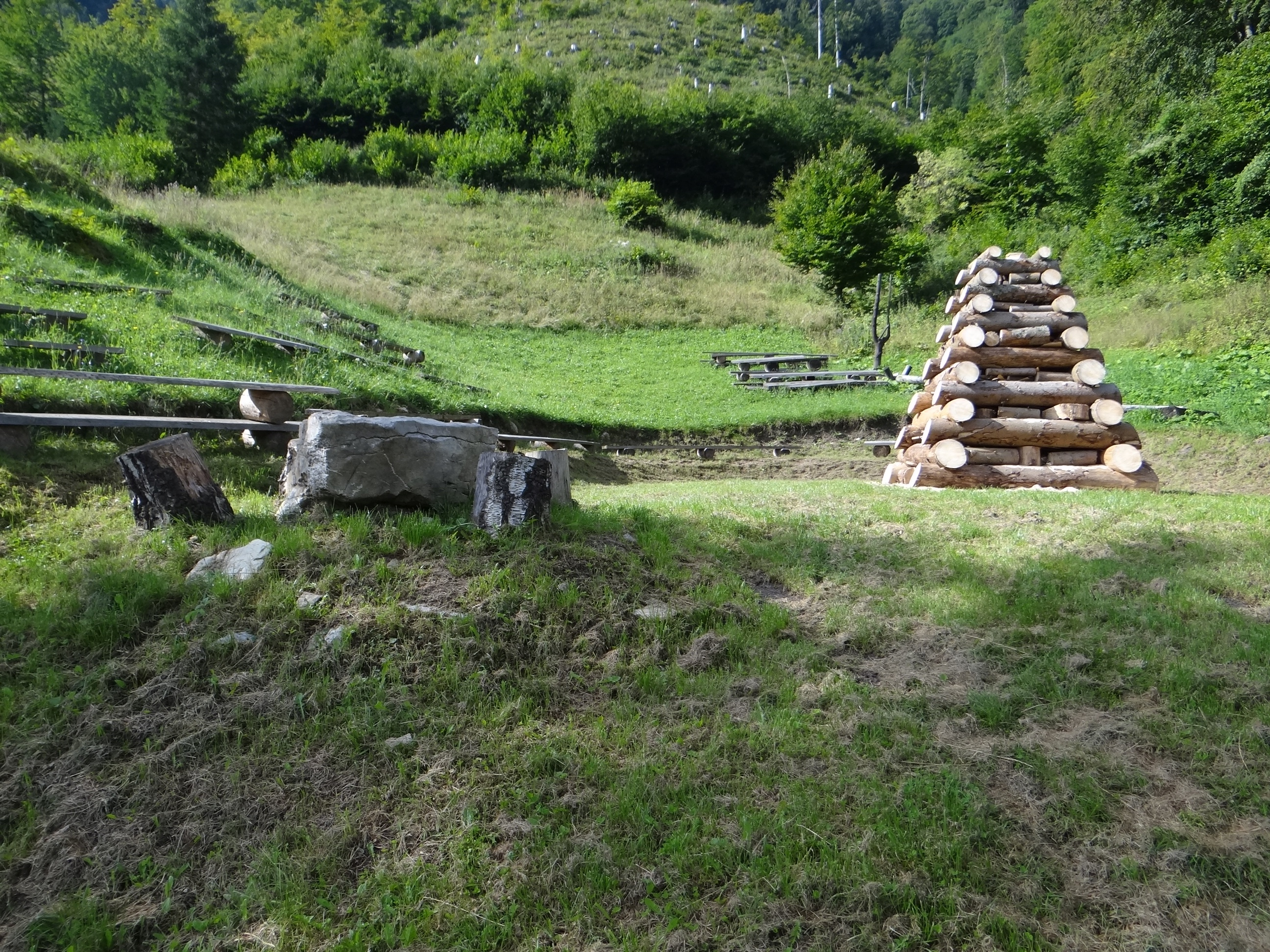
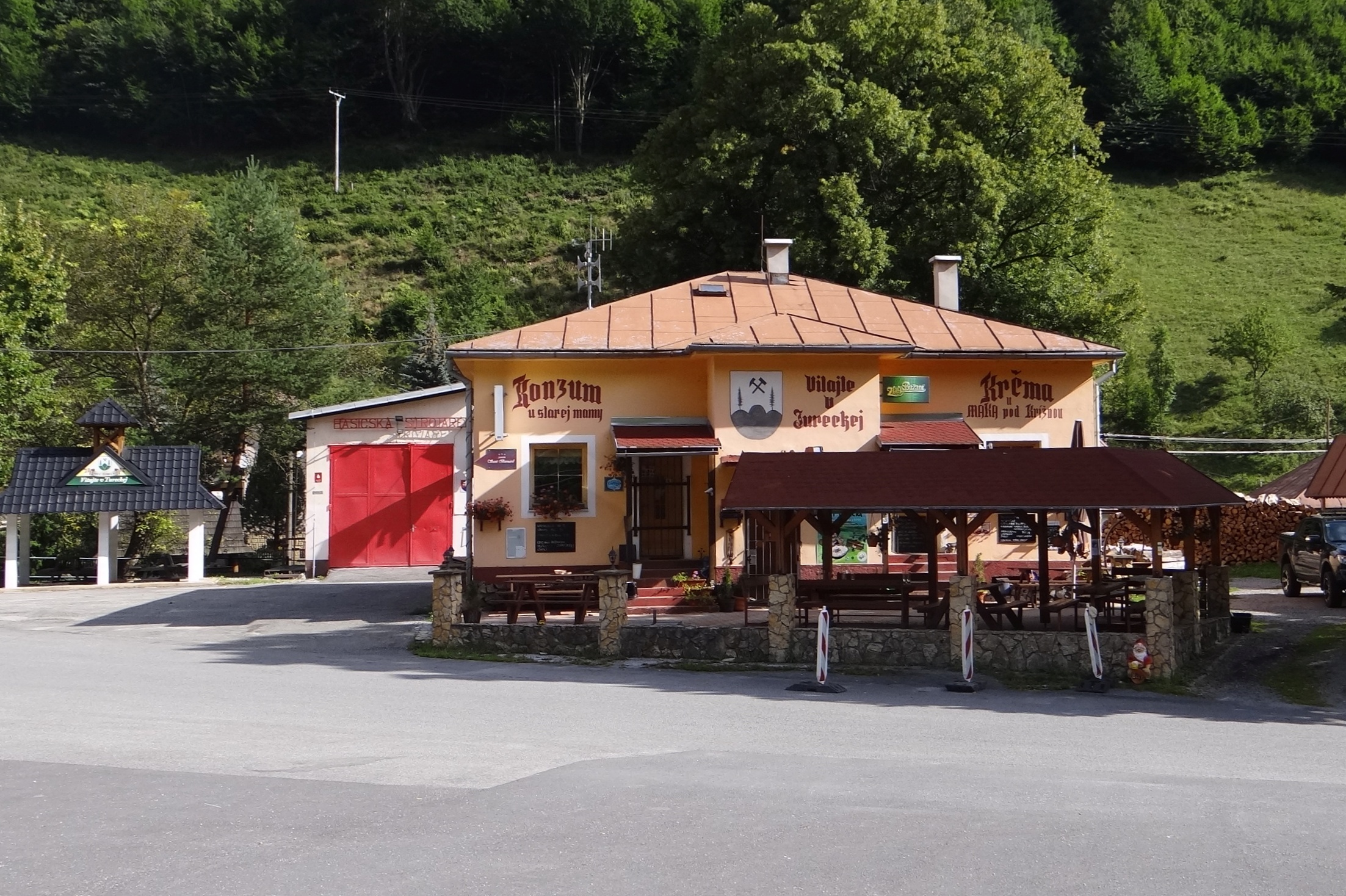
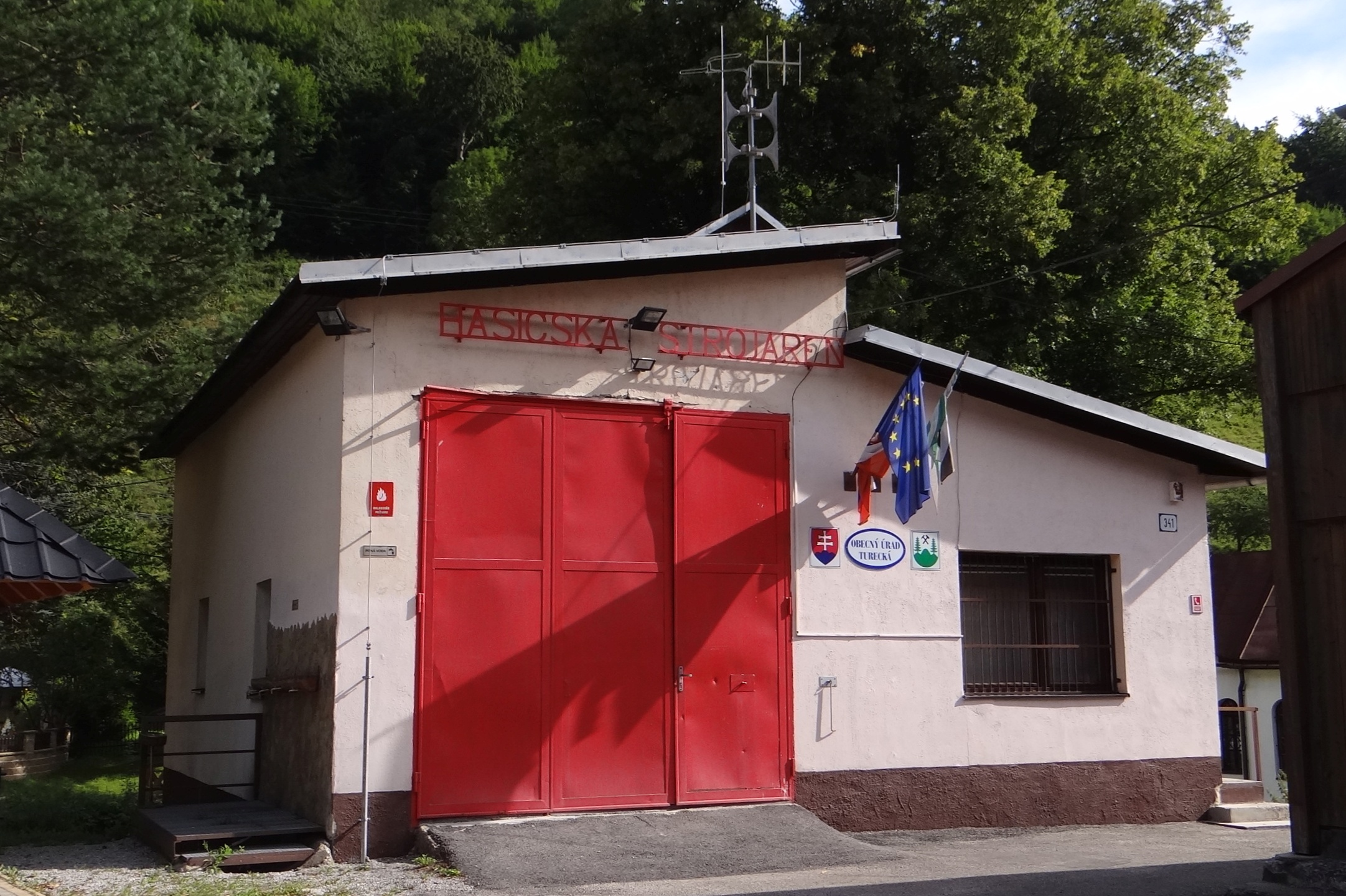
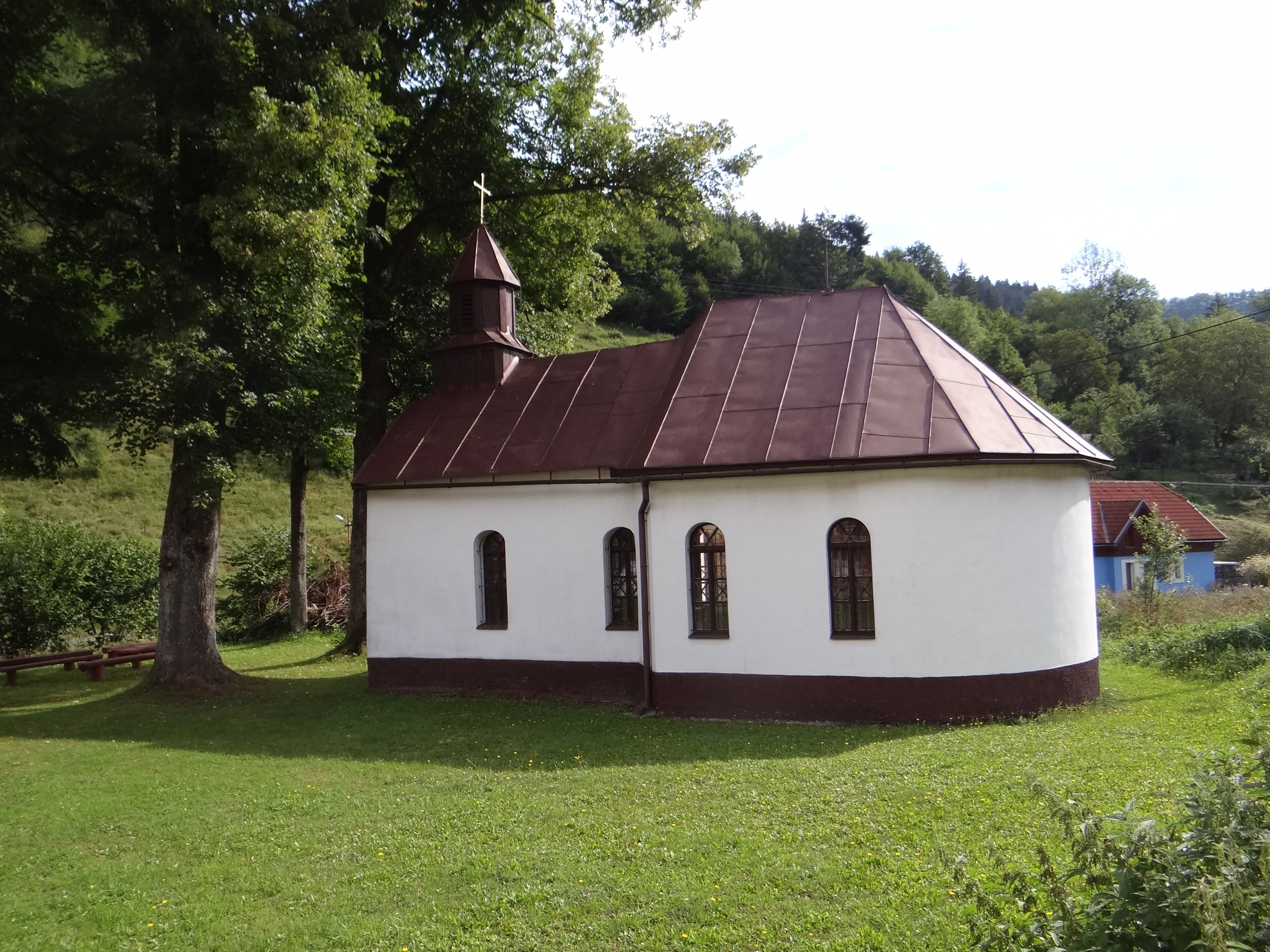
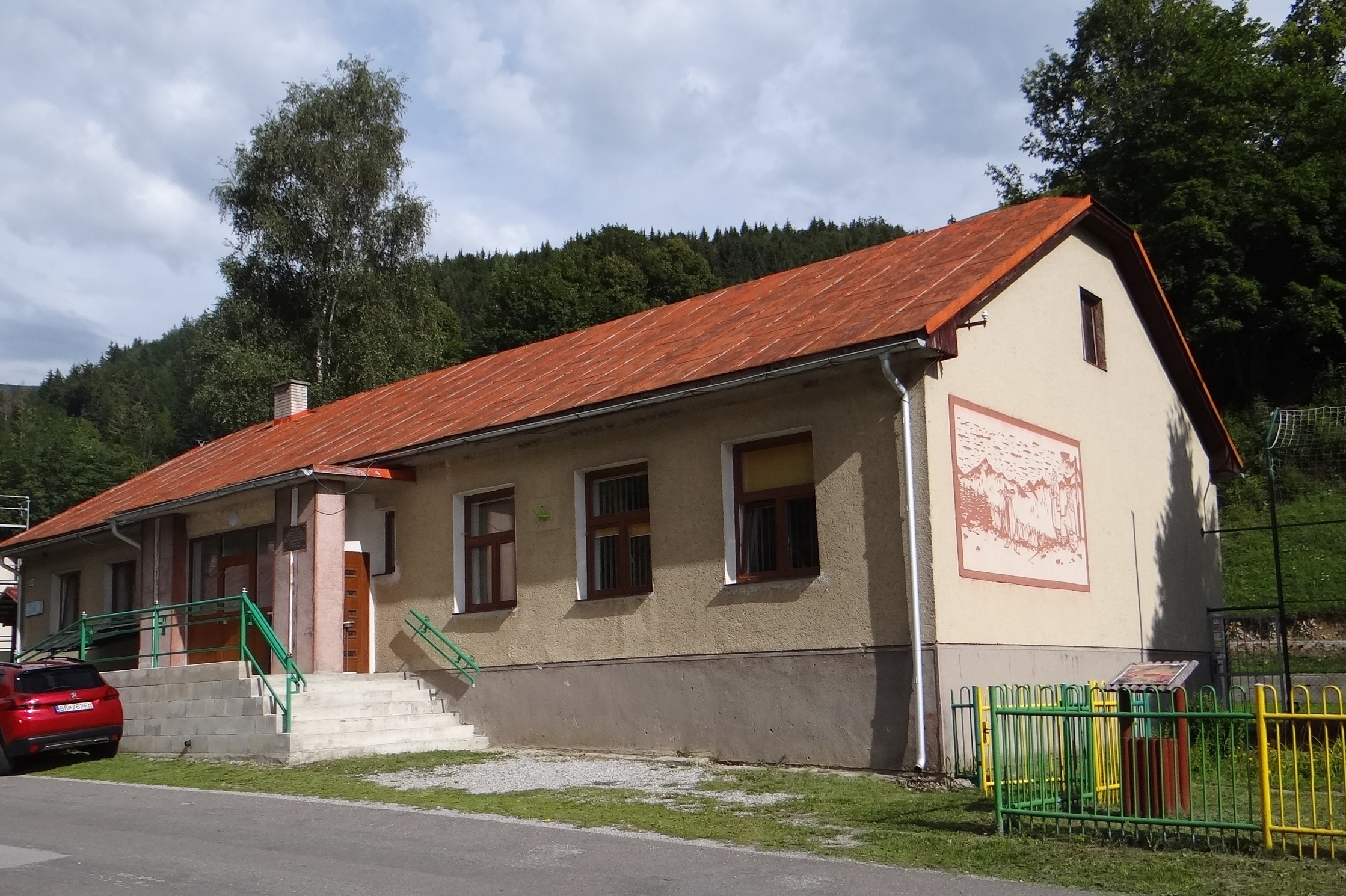
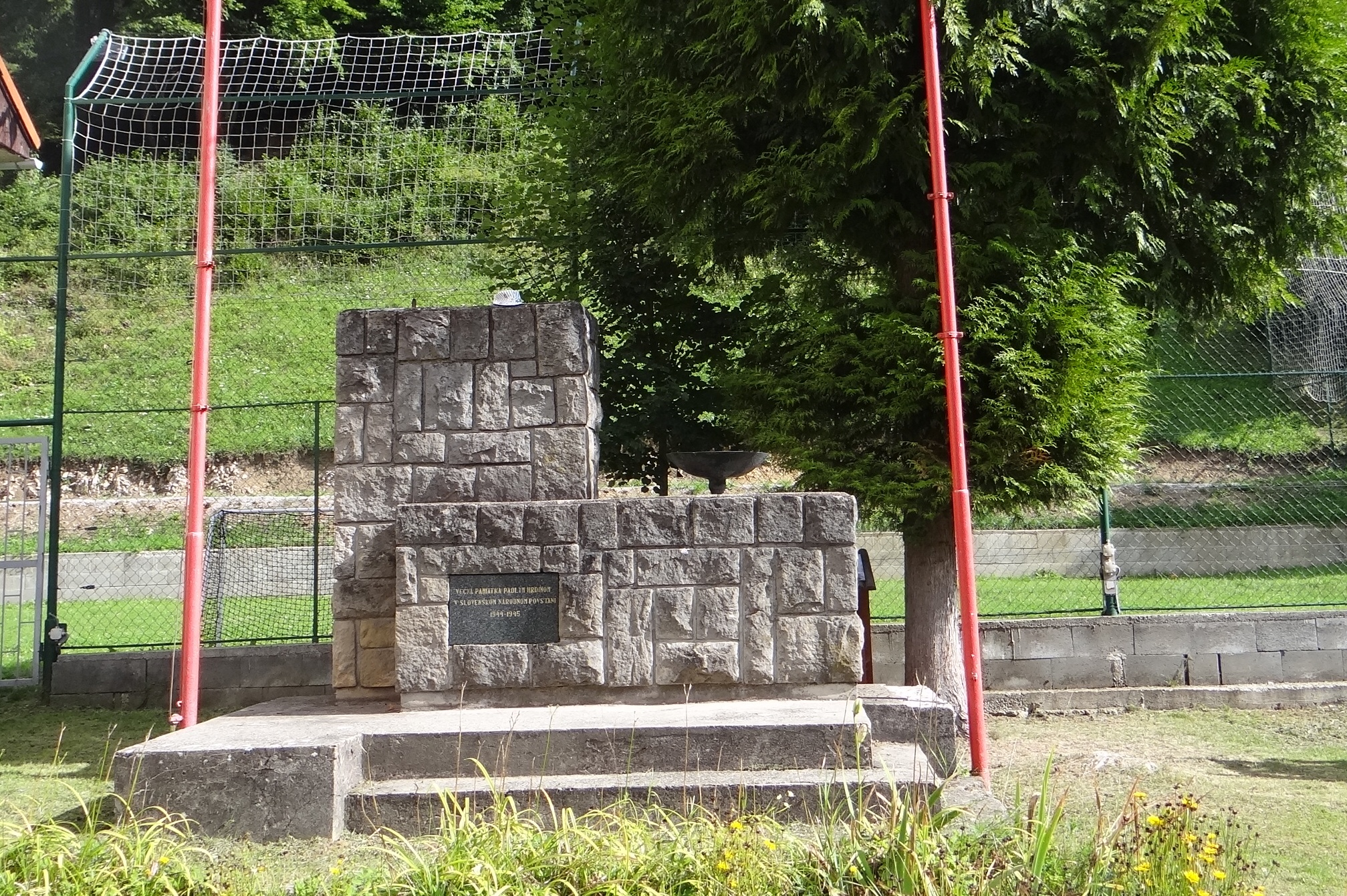
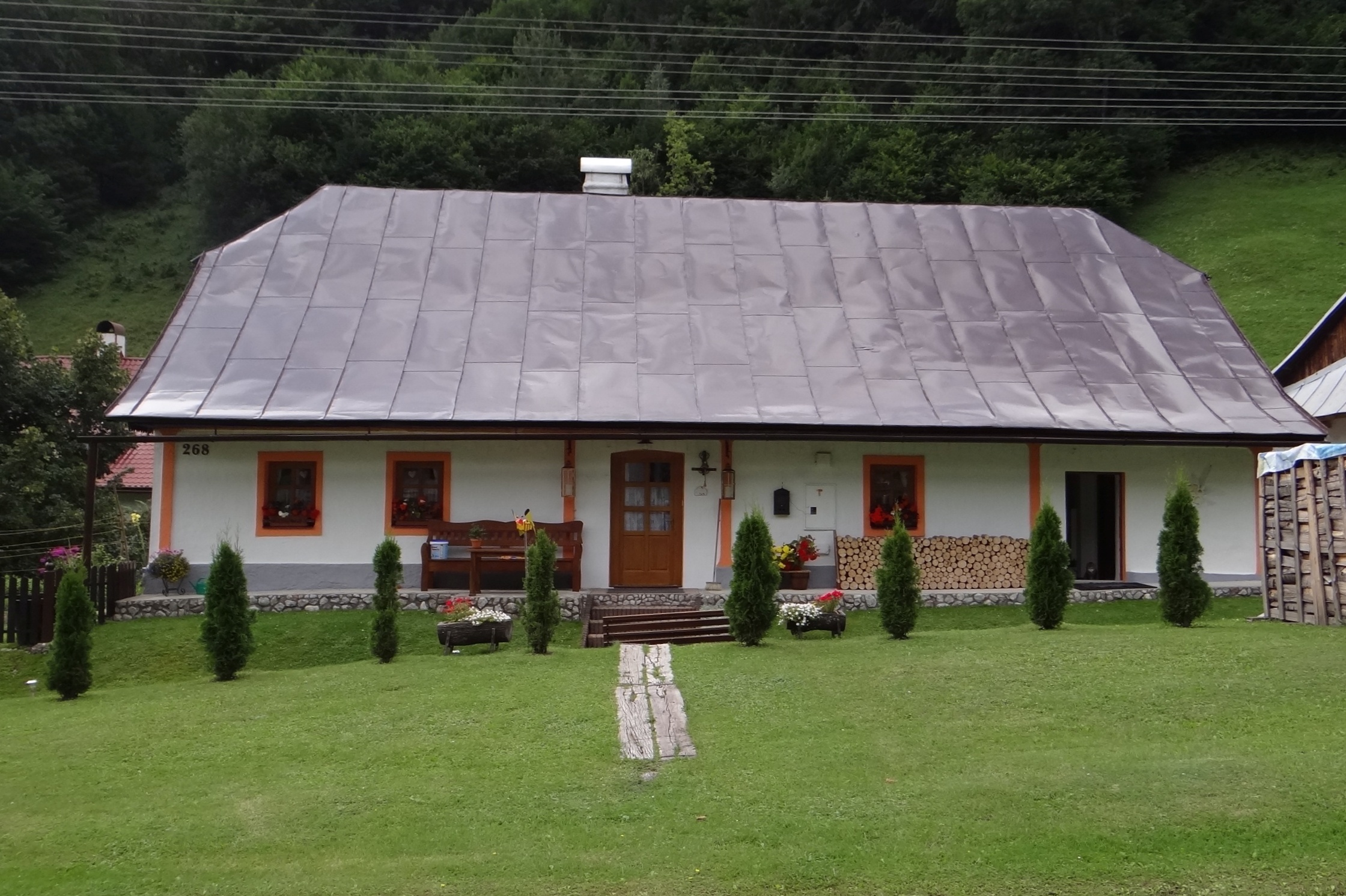
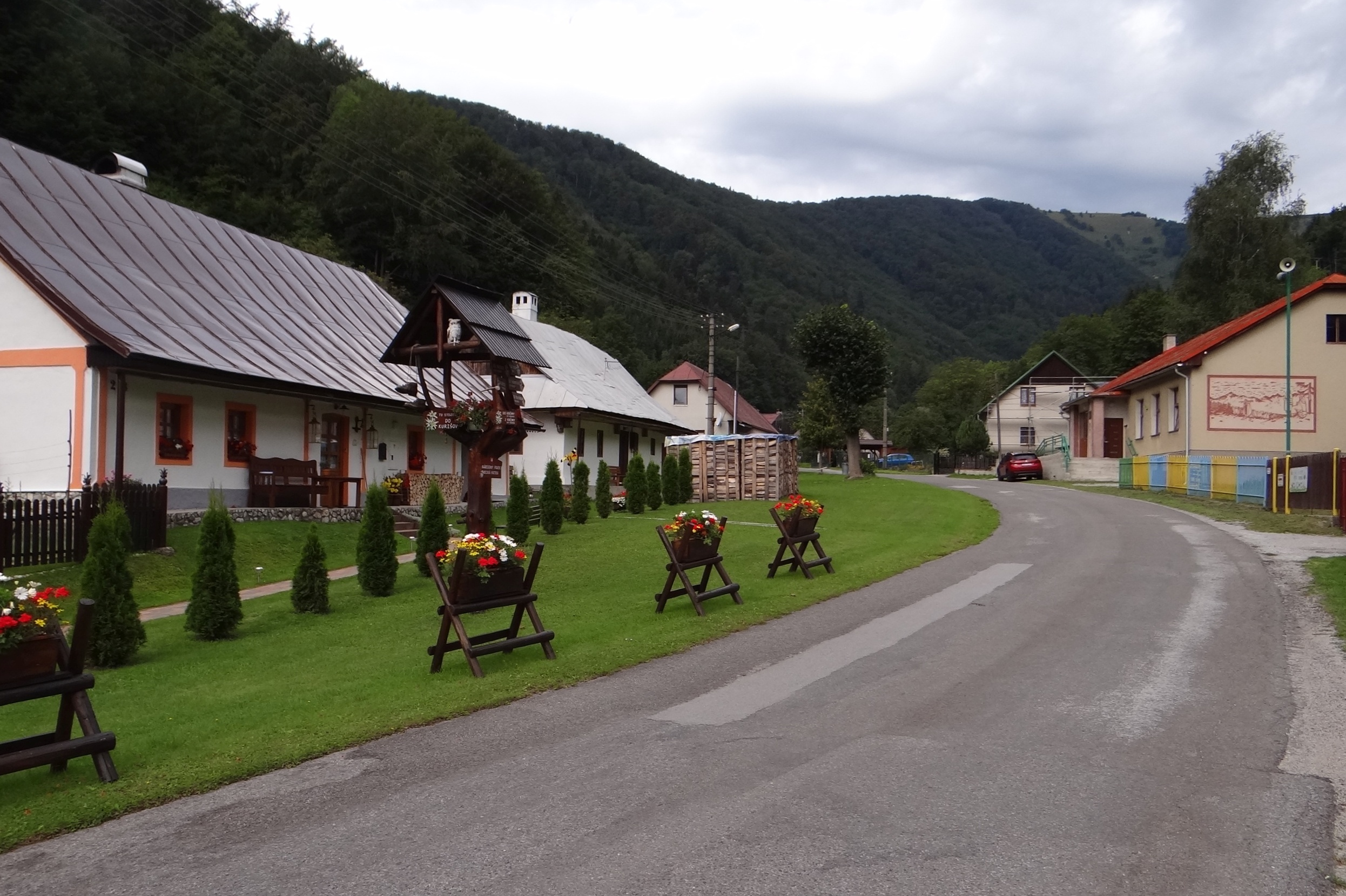

- Katolicy rzymscy – 93,7%
- Ewangelicy – 1,57%
- Ateiści – 2,36%
- Nie podano – 2,36%

## Turystyka
Jest to miejscowość turystyczno-wypoczynkowa. Dysponuje bazą noclegową, jest restauracja, parking. Wychodzą z niej szlaki turystyczne.
  odcinek: Turecká – Salašky – Ramžiná – Úplaz – Malá Krížna – Kráľova studňa
  Turecká – Turecká_dolina – skrzyżowanie ze szlakiem zielonym
 y Salašky – Pod Liškou (skrzyżowanie ze szlakiem niebieskim)